# Шегині (пункт контролю)
49°47′56″ пн. ш. 22°58′22″ сх. д. / 49.79889° пн. ш. 22.97278° сх. д.
Шеги́ні — пункт пропуску через державний кордон України на кордоні з Польщею.
Розташований у Львівській області, Мостиський район, неподалік від однойменного села на автошляху М11. З польського боку розташований пункт пропуску «Медика» на автошляху  28 у напрямку Перемишля.
Вид пункту пропуску — автомобільний, пішохідний. Статус пункту пропуску — міжнародний.
Характер перевезень — пасажирський, вантажний.
Окрім радіологічного, митного та прикордонного контролю, пункт пропуску «Шегині» може здійснювати санітарний, фітосанітарний, ветеринарний, екологічний, контроль Служби міжнародних автомобільних перевезень та за переміщенням культурних цінностей.
Пункт пропуску «Шегині» входить до складу митного посту «Мостиська» Львівської митниці. Код пункту пропуску — 20909 04 00 (11).

## Підвезення наземним транспортом

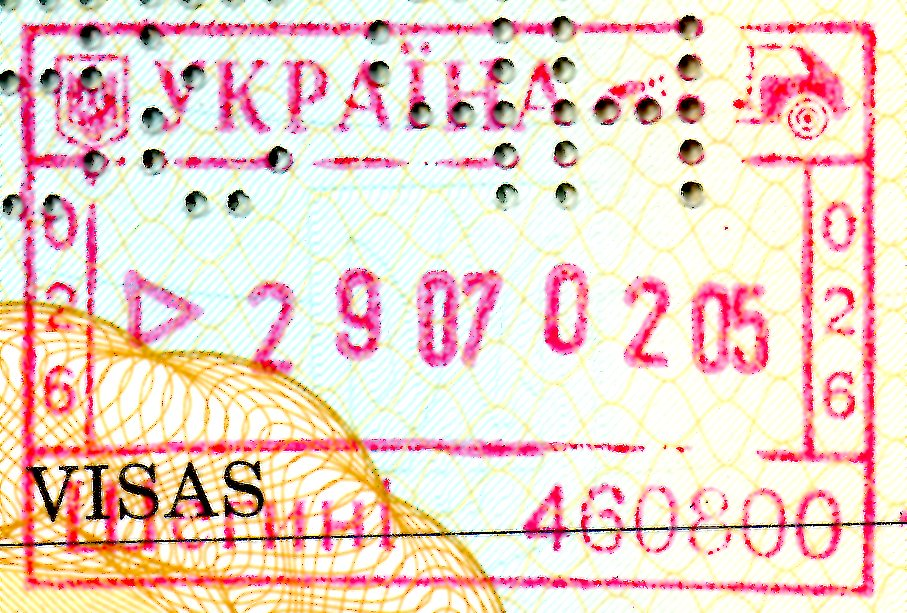
Штамп пункту пропуску «Шегині»

З українського боку: електропотяги Львів — Мостиська (кордон). Автобуси Львів — Шегині, Дрогобич — Шегині, Самбір — Шегині, Мостиська Перші — Шегині.
З польського боку: електропотяги Ряшів — Перемишль — Медика (3 рази на добу), міський автобус № 9 міста Перемишля, неофіційна маршрутка по наповненню крім суботи.
З обох боків найдешевшою є електричка.

## Завантаженість автомобільного пропуску
Аналіз даних завантаженості автомобільного пункту пропуску Шегині за період з лютого 2023 - лютий 2024 року надає такий погляд на вибір найкращих днів тижня для перетину кордону:
- У неділю, на контрольному пункті у черзі в середньому знаходиться 9 автомобілів, що становить приблизно 18.83% від середньої максимальної їх кількості.
- У понеділок, на контрольному пункті у черзі в середньому знаходиться 4 автомобілів, що становить приблизно 8.59% від середньої максимальної їх кількості.
- У вівторок, на контрольному пункті у черзі в середньому знаходиться 6 автомобілів, що становить приблизно 12.01% від середньої максимальної їх кількості.
- У середу, на контрольному пункті у черзі в середньому знаходиться 19 автомобілів, що становить приблизно 39.13% від середньої максимальної їх кількості.
- У четвер, на контрольному пункті у черзі в середньому знаходиться 48 автомобілів, що становить приблизно 100% від середньої максимальної їх кількості.
- У п'ятницю, на контрольному пункті у черзі в середньому знаходиться 16 автомобілів, що становить приблизно 33.54% від середньої максимальної їх кількості.
- У суботу, на контрольному пункті у черзі в середньому знаходиться 21 автомобілів, що становить приблизно 43.69% від середньої максимальної їх кількості.

На основі даних, найкращі дні для перетину кордону в пункті пропуску Шегині - понеділок та вівторок, так як вони мають найнижчу середню кількість автомобілів у черзі .

## Інциденти
У вересні 2017 року відбулося повернення в Україну скандального політика Міхеїла Саакашвілі. Автомобіль з політиком виїхав з Ряшева до Перемишля.
Пункт пропуску «Медика» було закрито за командою коменданта польського прикордонного пункта. Але це не завадило автомобілю з політиком заїхати на нейтральну смугу, після чого перейти кордон на бік України. Відбулася масова бійка, натовп прорвав пункт пропуску, внаслідок чого деякі прикордонники та поліцейські отримали травми.